# Кокконен, Аксели
Аксели Энсио («Аксу») Кокконен (род. 27 февраля 1984) — норвежский прыгун на лыжах с трамплина. Золотой призёр европейского юношеского фестиваля в Вуокатти 2001 года в командном зачете и бронзовый призёр в категории К-95.

## Биография
Аксели Кокконен родился 27 февраля 1984 года в Осло в семье Кари и Аннели Кокконен. В 1985 году его семья переехала в Финляндию, в город Лахти, где Аксели и начал заниматься прыжками с трамплина. В Лахти он прожил вплоть до 2006 года. Имеет младшего брата Элмери Кокконена.

## Спортивная карьера
Свою спортивную карьеру Аксели начал 2001 году, дебютировав в розыгрыше Кубка Мира в финском Куопио, где занял 36-е место. До этого он успешно выступил в европейском юношеском олимпийском фестивале, получив золото в командном зачёте и бронзу в категории К-95. В общем зачете летнего Гран-При 2003 года Кокконен стал вторым и тренер сборной Финляндии Томми Никюнеу включил его в основную сборную Финляндии. В сезоне 2003 года Кокконен вошёл в десятку сильнейших и занял 19-е место в общем зачете Кубка Мира.
После травмы ключицы на тренировке Кокконен не вошёл в основной состав сборной Финляндии и в 2006 году приостановил тренировки, некоторое время работая в Египте инструктором по дайвингу. Через год Кокконен решил вернуться в спорт и, приехав в Финляндию, принял участие в международных стартах под эгидой FIS. Но поскольку он не вошёл в состав команды Финляндии, участвующей в Кубке Мира, Кокконен вернулся на историческую родину и в 2009 году принял гражданство Норвегии. После принятия гражданства Кокконен выступает в основном на внутренних соревнованиях.

## Результаты

### Кубок мира по прыжкам на лыжах с трамплина
- 2003/2004: В кубке мира по прыжкам на лыжах с трамплина Аксели Кокконен занял в сезоне 2003/2004 года 19 место, набрав 280 пунктов. Лучший результат он показал став пятым в Куусамо (Финляндия) и став седьмым в Закопане (Польша).
- 2004/2005: В сезоне 2004/2005 года Кокконен принял участие только в семи прыжках и занял 64 место.

### Гран-При по прыжкам на лыжах с трамплина
- 1 место в летнем континентальном кубке по прыжкам на лыжах с трамплина 2003 года в Гармиш-Партенкирхен, Германия
- 1 место в летнем континентальном кубке по прыжкам на лыжах с трамплина 2003 года в Веленье, Словения
- 1 место в Гран-При 2003 года в Валь-ди-Фьемме, Италия
- 1 место в Гран-При 2003 года в Хинтерцартен, Германия